# Der Traum von der Neuen Welt
Der Traum von der Neuen Welt ist eine vierteilige dokumentarische Serie von Kai Christiansen (Buch und Regie) über das Jahrhundert der Auswanderung, die am 3. und 10. Juni 2017 im Europäischen Kulturkanal ARTE erstmals ausgestrahlt wurde. 

## Handlung
Zwischen 1840 und 1939 verließen rund 55 Millionen Menschen ihr Zuhause in Europa und brachen nach Amerika auf. Der Traum von der Neuen Welt beleuchtet die größte Wanderungsbewegung in der Geschichte anhand des Schicksals von Auswanderern, die der Nachwelt in Form von Briefen, Tagebüchern und Berichten ihre Motive und ihre Erlebnisse hinterlassen haben. Zu den Protagonisten der Serie zählen u. a. Kapitäne und Erfinder, die die Atlantiküberquerung möglich machten, ebenso wie die Reeder, für die das Geschäft mit den Auswanderern zur Goldgrube wurde, ein investigativer Journalist, der inkognito reiste und die Zustände anprangerte, sowie ein Dolmetscher, der auf Ellis Island – der Sammelstelle für Immigranten bei New York – die Geschichten von hunderten Menschen miterlebte.

## Produktionsinformationen
Der Traum von der Neuen Welt entstand nach einer Idee von Ulrike Dotzer (Redaktion NDR/ARTE) und wurde produziert von Gunnar Dedio (LOOKSfilm). Die Serie ist eine Koproduktion von NDR und LOOKSfilm in Zusammenarbeit mit ARTE. Gefördert wurde sie von Nordmedia und Hessen Invest Film. Die DVD erschien im Rahmen der ARTE Edition bei polyband Medien.

## Episoden

### Der Aufbruch
Teil 1 beschreibt die Gründe der massenhaften Auswanderung und erläutert, welche Anziehungskraft die Neue Welt ausübte. 

#### Protagonisten
Carl Schurz (Fabian Busch), Margarethe Schurz (Isabelle Barth), Ann McNabb (Laura Wilkinson), Gustaf Fair (Jonas Müller-Liljeström), Dorothea Luise Ludwig (Marlene Tanczik)

#### Inhalt
Anfang des 19. Jahrhunderts leben Millionen Europäer in Armut. Juden und Mitglieder freikirchlicher Gemeinschaften werden religiös verfolgt. Die freie Entfaltung des Einzelnen wird behindert. Carl Schurz muss mit seiner Frau Margarethe aus Deutschland fliehen, da er als Unterstützer der Revolution von 1848 politisch verfolgt wird. In den USA macht er als Politiker Karriere und bringt es bis zum General und Innenminister (1877–1881). Seine Frau gründet 1856 den ersten deutschsprachigen Kindergarten der Vereinigten Staaten von Amerika. Die Irin Ann Mac Nabb arbeitet als Köchin und Kindermädchen zugleich so hart, dass sie ihre ganze Familie, Eltern und Geschwister in die USA nachholen kann. Der schwedische Auswanderer Gustaf Fair steigt nach vierjähriger Mühsal als Hilfsarbeiter zum wohlhabenden Farmer auf. Dorothea Louise Ludwig wird von Mädchenhändlern aus Deutschland in die USA gebracht, wo sie tageweise als Begleitdame, als sogenanntes Hurdy-Gurdy-Girl, an Gastwirte vermietet wird. Sie kann sich jedoch in dieser Welt behaupten.

### Die Rekorde
Teil 2 widmet sich den technischen Entwicklungen, die den Massenexodus möglich machten.

#### Protagonisten
Jules Verne (Steve Karier), Paul Verne (Alex Tondowski), Josef Ressel (Michél Keller), Richard Roberts (Francis Fulton-Smith), Victoire Lacasse (Samia Chancrin)

#### Inhalt
Mitte des 19. Jahrhunderts ist die Auswanderung nach Amerika zu einem Massenphänomen geworden. Herkömmliche Segelschiffe, die über eine geringe Ladekapazität verfügen und wochenlang auf See sind, können das Passagieraufkommen nicht bewältigen. Der Einsatz von Dampfmaschinen an Bord ist eine von vielen Innovationen der damaligen Zeit. Als ebenso entscheidend erweist sich die Schiffsschraube als Alternative zu den schwerfälligen Schaufelrädern der ersten Dampfschiffe. Immer schnellere und größere Schiffe werden gebaut. Im Mittelpunkt der Folge stehen Persönlichkeiten wie der österreichisch-böhmische Forstbeamte und Erfinder Josef Ressel, der den Schiffspropeller zur technischen Reife brachte. Erzählt wird die Geschichte des irischen Kapitäns Richard Roberts, der mit dem Dampfschiff „Sirius“ einen ersten Geschwindigkeitsrekord aufstellte: Für die Strecke zwischen Europa und Amerika brauchte er 18 Tage und vier Stunden. Immer mehr, immer größere und immer schnellere Schiffe überqueren den Atlantik. Die Schiffsreise ist gefährlich und für viele ein existenzielles Risiko. So überlebt die französische Auswanderin Victoire Lacasse 1898 als einzige Frau ein Schiffsunglück vor New York. Der Traum vom technischen Fortschritt, den Jules Verne in seinen Romanen beschreibt, wird immer mehr Wirklichkeit.

### Der Profit
Teil 3 zeigt, wie sich in der zweiten Hälfte des 19. Jahrhunderts der Fokus hin zu einem Wettstreit der Häfen und Reedereien um die Passagierzahlen verschiebt. 

#### Protagonisten
Irmgard Ballin (Franziska Weisz), Bernhard Huldermann (Thomas Ziesch), Lord Inverclyde (Michael S. Ruscheinsky), Eliza P. Heaton (Nicola Seaton Clark), Julius Kaliski (Nico Holonics)

#### Inhalt
Massenauswanderung wird zu einem Geschäft, in dem vor allem britische und deutsche Unternehmen konkurrieren. Die großen Reedereien werden zu Trägern des Nationalstolzes. Schiffstaufen und Jungfernfahrten sind identitätsstiftende Spektakel, bei denen die Kraft der Nation zur Schau gestellt wird. Es etabliert sich ein „Krieg der Häfen“ zwischen den großen europäischen Häfen. Albert Ballin, Generaldirektor der Hamburg-Amerikanische Packetfahrt-Actien-Gesellschaft (HAPAG), reformiert und professionalisiert das Geschäft mit den Schiffspassagen und macht die Reederei zur größten Schifffahrtslinie der Welt. Ballins Konkurrent ist der britische Reeder Lord Inverclyde. Mit ihm liefert er sich ein Rennen um Schiffe, Waren und Passagiere. Die Veränderungen rund um das Geschäft mit Passagierschiffen birgt Schattenseiten, hauptsächlich für die mittellosen Passagiere. Die Amerikanerin Eliza Putnam Heaton erlebt als Undercover-Passagier, was es heißt, auf dem Zwischendeck nach Amerika zu reisen. Ähnliche Erfahrungen macht auch der deutsche Journalist Julius Kaliski, der die menschenunwürdigen Verhältnisse anprangert.

### Die Grenzen
Teil 4 beschreibt den letzten Exodus in den 1920er und 1930er Jahren, der durch den Ausbruch des Zweiten Weltkriegs sein Ende findet. 

#### Protagonisten
Fiorello LaGuardia (Nicolo Pasetti), Gustav Schröder (Axel Gottschick), Marjorie Arnison (Katharina Sporrer), Hertha Nathorff (Anna Schudt)

#### Inhalt
1907 wandern mehr als 1,2 Millionen Menschen in die USA ein. Die Spitze ist erreicht und das Land vollzieht eine Wende: Der Kongress beschließt 1921, die Zahl der Zuwanderer auf 70.000 pro Jahr zu begrenzen. Die Weltwirtschaftskrise verstärkte den Willen zur Abgrenzung. Gerade als Hunderttausende der nationalsozialistischen Diktatur entkommen wollen, verschließen die USA die Eingangstore. Fiorello LaGuardia, dreimaliger Bürgermeister der Stadt New York (1934–1945), arbeitet zu Beginn des Jahrhunderts als Übersetzer auf Ellis Island. Er kämpft gegen die Einführung von Quoten, die die Einwanderung beschränken sollen. Gustav Schröder, Kapitän der St. Louis, rettet 1939 durch zähe Verhandlungen das Leben von mehr als 900 jüdischer Flüchtlinge aus Deutschland, denen die Aufnahme in den USA verweigert wurde. Gegen harte Widerstände und unter großen Opfern gelingt es der jüdischen Kinderärztin Hertha Nathorff, in der Neuen Welt ein bescheidenes Auskommen zu finden.

## Kritik
Die Deutsche Presseagentur dpa würdigte in ihrer Kritik die Aktualität des Vierteilers: „Migration ist mediales Dauerthema in Zeiten, in denen mehr und mehr Zuwanderer und Asylsuchende in Deutschland und anderen Ländern Europas leben. Der deutsch-französische Kultursender Arte lenkt den Blick auf eine andere Epoche, in der sich Menschen aus Angst vor politischer Unterdrückung oder wirtschaftlichem Elend noch viel weiter nach Westen aufmachten: Zwischen 1840 und 1939 sind 55 Millionen Europäer nach Amerika ausgewandert - hauptsächlich in die Vereinigten Staaten. Über die politisch-wirtschaftlichen Hintergründe und die Erfahrungen der Männer und Frauen, die damals ihre Heimat verlassen haben, erzählt Kai Christiansen in seiner Dokumentation Der Traum von der Neuen Welt. Anhand von Tagebüchern und Briefen der Auswanderer sowie mithilfe von Fotos, Filmaufnahmen, Expertenmeinungen und Spielszenen zeichnet der Regisseur ein facettenreiches Bild von der Auswanderung damals.“
Auch der Mediendienst teleschau wies auf Parallelen zu heute hin: „Schon der alte Goethe wusste, lange bevor der Auswanderungsboom im 19. Jahrhundert begann: ‚Amerika, du hast es besser‘ und meinte damit wohl den Traum von politischer Freiheit und Gerechtigkeit. Wenig später, um die Mitte des Jahrhunderts, grassierten in Europa die Revolutionen und die Hungersnöte. 55 Millionen Europäer wanderten aus - bis heute ein Rekord. Vergleiche mit der heutigen Migrations- und Flüchtlingswelle hinken sicher. Und doch gibt es, was Ausgrenzung, schwierige Integration und Zusammenhalt betrifft, verblüffende Gemeinsamkeiten.“
Die Berliner Morgenpost lobte die Serie als „bestens komponiertes Bildungskino“, das auch das Scheitern zeige: „Die Stärke der Doku-Reihe ist, dass sie eben nicht nur Erfolgsgeschichten nacherzählt, sondern auch das Scheitern der Träumer zum Thema macht. Lehrreich und bewegend.“
Die Sächsische Zeitung ergänzte: „Was die Dokumentation aber auch nicht verhehlt, sind die bis heute drängenden Aspekte des Rassismus und der Ausgrenzung. Die betrafen nicht nur die in Nordamerika lebenden Indianer und die lange als Sklaven gehaltenen Schwarzen. Ausgrenzung begann bereits bei Vorbehalten der in der Hierarchie ganz oben angesiedelten weißen Protestanten gegenüber Katholiken. Und über Italiener wurde sogar gestritten, ob sie überhaupt als ‚weiß‘ gelten dürften.“
Unter der Überschrift „Nichts wie weg“ würdigte die Frankfurter Rundschau den Erzählansatz des Regisseurs: „Immerhin legt Christiansen neben den Experten-Kommentaren einen klaren Schwerpunkt auf persönliche Erzählungen von realen, exemplarischen Einzelschicksalen, die aus Tagebüchern und anderen Quellen zusammengetragen werden. Tatsächlich hat er für diese Spielszenen ein für das Dokudrama-Format geradezu sensationelles Cast gewinnen können, mit echten Charakterdarstellern und Kinostars wie Franziska Weisz und Fabian Busch.“